# John Searle
John Rogers Searle, ameriški filozof, * 31. julij 1932, Denver, Kolorado, Združene države Amerike.
Najbolj je znan po svojem delu na področju filozofije misli, jezika in družbe. Pomembne prispevke je podal tudi pri epistemologiji, ontologiji, pri filozofiji o socialnih institucijah in pri »practical studies«. Svoja prizadevanja na teh področjih vidi kot ustvarjanje celotne slike človeških izkušenj in družbenega vesolja, kjer te izkušnje potekajo. Nekateri izmed Searlejevih najpomembnejših konceptov vključujejo argument "Chinese room" proti "močni" umetni inteligenci. V marcu leta 2017 je po oseminpetdesetih letih nehal učiti na Kalifornijski Univerzi v Berkeleyu zaradi domnevnega spolnega nadlegovanja.

## Življenje
Searle se je rodil 31. julija 1932 v Koloradu v dobro izobraženo družino. Njegov oče je bil poslovni vodja, mati pa zdravnica. 
Z devetnajstimi leti se je vpisal na Univerzo v Wisconsinu, kjer je dobil štipendijo za vpis na Oxford Univerzo. Po doktoratu iz filozofije leta 1959 je Oxford zapustil in se pridružil Kalifornijski Univerzi in sicer filozofski fakulteti. Tam je bil sčasoma povzdignjen v profesorja filozofije. Kot eden izmed prvih rednih profesorjev se je pridružil prostemu govoru "free speech" v letih 1964 in 1965. 
Ob koncu osemdesetih let je Searle izpodbijal omejitve Berkeleyevih uredb o stabilizaciji najemnin. Kar je bilo znano kot "Odločba Searle" iz vrhovnega sodišča v Kaliforniji leta 1990, je v Berkeleyu uspela spremeniti politiko nadzora najemnin, kar je privedlo do velikih povečanj le-teh med letoma 1991 in 1994.
Leta 2000 je Searle prejel nagrado Jean Nicod, leta 2004 mednarodno humanistično medaljo in leta 2006 nagrado Mind&Brain. K njegovemu zgodnjemu ugledu je pripomoglo ustvarjanje na področju »speech acts« na katerega sta vplivala J. L. Austin in Ludwig Wittgenstein. Leta 2017 je bil Searle s strani svoje nekdanje sodelavke obtožen spolnega nadlegovanja in na dan so prišle tudi vse obtože istoimenskega dejanja, ki so se nabirale skozi njegovo celotno poučevanje na UC Berkeley.

## Delo

### Teorija filozofije jezika
Opirajoč se na teorijo o jezikovnih dejanjih J.L. Austina, je Searle poskušal razložiti, kako nam jezik omogoča realizacijo in ustvarjanje stvari, zlasti z obljubami in izjavami. Pravi, da četudi je bil ta aspekt jezika s strani filozofov in lingvistov v preteklosti jezika dolgo časa zanemarjen, se zdi, da nekateri izreki in izrazi še danes nimajo funkcije opisovanja stanj stvari na tak način, da bi lahko bili zrcalna slika našega duha.

### Teorija govornih dejanj
»Speech acts« oz. govorna dejanja spadajo pod teorijo filozofije jezika. Poenostavljeno je Searle v svojih delih velikokrat vključil to teorijo, ki jo loči po dveh osnovnih dimenzijah. Prva dimenzija vključuje revolucionarno točko dejanja, druga pa psihično stanje pokazano v dejanju. Želel je prikazati razliko med tem, kako prikazati svet na željen način in kako nato prejemnika informacije prepričati, da naredi to, v kar ga želiš prepričati. Teorija »speech acts« je pomembna v filozofiji jezika, ne samo zato, ker je pokazala širok razpon smiselne uporabe jezika, ampak tudi za vpogled v temeljna vprašanja, kot so razlikovanje med pojmom govorca in konvencionalnim pomenom, naravo sklicevanja in napovedi, delitev med semantičnimi (pomenskimi) in pragmatičnimi (uporabljenimi) vidiki sporočenega pomena in obseg jezikovnega znanja.

### Teorija filozofije misli
Searle se je preusmeril k študiju uma zato, da bi lahko na ta način izpopolnil svojo študijo jezika, saj je njegova analiza govornih dejanj vedno vključevala sklicevanje na mentalne koncepte. Ker so duševna stanja v bistvu vključena v razumevanja govornih dejanj, je Searle spoznal, da analiza jezika ne more biti popolna, če ne vključuje jasnega razumevanja teh psiholoških stanj.
Pojem namernosti karakterizira v analitični filozofiji, še posebno specifičnost dedeljenosti uma in zavesti.

## Seznam del
- Speech Acts: An Essay in the Philosophy of Language (1969), Cambridge University Press, ISBN 978-0521096263 2
- The Campus War: A Sympathetic Look at the University in Agony (political commentary; 1971)
- Expression and Meaning: Studies in the Theory of Speech Acts (essay collection; 1979)
- Intentionality: An Essay in the Philosophy of Mind (1983)
- Minds, Brains and Science: The 1984 Reith Lectures (lecture collection; 1984)
- Foundations of Illocutionary Logic (John Searle & Daniel Vanderveken 1985)
- The Rediscovery of the Mind (1992)
- The Construction of Social Reality (1995)
- The Mystery of Consciousness (review collection; 1997)
- Mind, Language and Society: Philosophy in the Real World (summary of earlier work; 1998)
- Rationality in Action (2001)
- Consciousness and Language (essay collection; 2002)
- Freedom and Neurobiology (lecture collection; 2004)
- Mind: A Brief Introduction (summary of work in philosophy of mind; 2004)
- Philosophy in a New Century: Selected Essays (2008)
- Making the Social World: The Structure of Human Civilization (2010)
- “What Your Computer Can’t Know” (review of Luciano Floridi, The Fourth Revolution: How the Infosphere Is Reshaping Human Reality, Oxford University Press, 2014; and Nick Bostrom, Superintelligence: Paths, Dangers, Strategies, Oxford University Press, 2014), The New York Review of Books, vol. LXI, no. 15 (October 9, 2014), pp. 52–55.
- Seeing Things As They Are: A Theory of Perception (2015)